# نهر تشيستر
نهر تشيستر هو رافد رئيسي لخليج تشيسابيك في شبه جزيرة ديلمارفا. يبلغ طوله نحو 43 ميل (69 كـم)، ومستجمعات المياه بها 368 ميل مربع (950 كـم2) ويشمل 295 ميل مربع (760 كـم2) من الأرض. وبالتالي فإن إجمالي مساحة مستجمعات المياه هي 20٪ ماء. وهي تشكل الحدود بين مقاطعة كينت  ومقاطعة آن آن بماريلاند حيث تمتد منابعها إلى مقاطعة نيو كاسل ومقاطعة كينت بولاية ديلاوير. تقع تشيسترتاون مقر مقاطعة كينت على الشاطئ الشمالي لها. تقع جنوب نهر ساسافراس وشمال شرق الخليج، وهي متصلة بالخليج الشرقي عبر كينت ناروز.
يبدأ نهر تشيستر في ميلينجتون، ماريلاند، حيث يلتقي فرع السرو وفرع أندوفر معًا. ينتهي عند خليج تشيزبيك في فم واسع جدًا بين لوف بوينت في جزيرة كينت وسوان بوينت. يرتفع فرع السرو في جنوب غرب مقاطعة نيو كاسل، ديلاوير وفرع أندوفر مع رافده وفرع سيويل، يرتفع في شمال غرب مقاطعة كينت، ديلاوير. ميلينجتون هو رئيس الملاحة. ينضم فرع سيويل وفرع أندوفر إلى ممتلكات خاصة تبلغ مساحتها حوالي 30 أكر (120,000 م2) حوالي ميلين (3 km) أعلاه للانضمام إلى فرع السرو ثم أصبح نهر تشيستر.
روافده الرئيسية هي لانجفورد كريك ومورجان كريك على الجانب الشمالي ونهر كورسيكا وجنوب شرق الخور على الجانب الجنوبي. هناك أيضًا العديد من الجداول الصغيرة على الشاطئ الشمالي. على الشاطئ الجنوبي، تشمل الجداول الصغيرة كوينزتاون كريك وتيلغمان كريك وريد كريك وغروف كريك وهامبلتون كريك وروزين كريك وفرع فورمان وفرع يونيكورن.